# Noworudzkie Spotkania z Poezją
Noworudzkie Spotkania z Poezją – coroczne wydarzenie kulturalne w Nowej Rudzie od 1991, towarzyszące działalności Miejskiej Biblioteki Publicznej i Noworudzkiego Klubu Literackiego Ogma. Stały się one oryginalnym akcentem na kulturalnej mapie Dolnego Śląska. Spotkania zazwyczaj odbywają się na przełomie maja i czerwca. Pierwsze miały miejsce w 1991, a ostatnie XXXII w 2024. Podczas Noworudzkich Spotkań z Poezją organizowano: Ogólnopolski Konkurs Poetycki o Laur Kosmicznego Koperka, Ogólnopolski Konkurs Poetycki imienia Zygmunta Krukowskiego; konkurs jednego wiersza i wydawano okolicznościowe antologie poezji. Po drugiej stronie granicy odbywają się Międzynarodowe Dni Poezji w Broumovie, mieście partnerskim Nowej Rudy.

## Publikacje
1. Antologia Poezji. Zeszyt IV, 31 maja 1991
2. Antologia Pióro Cię nie wypowie, 28 maja 1994[3]
3. Antologia niech się dzieje wola słowa, 27-28 maja 1995[4]
4. Antologia Jak przed podróżą, 1 czerwca 1996[5]
5. Antologia Gdzie indziej 24 maja 1997[6]
6. Antologia Równoległe światy, 30 maja 1998[7]
7. Antologia nie jedyne nie wszystko, 29 maja 1999[8]
8. Antologia Miejsce między nami, 3 czerwca 2000[9]
9. Antologia patrzeć na siebie bez alfabetu, 2 czerwca 2001[10]
10. Antologia Wyrwane z krwiobiegu, 1 czerwca 2002[11]
11. Antologia Między granicą światów, 31 maja 2003[12]
12. Antologia Nazwij to snem, 29 maja 2004[13]
13. Antologia poezja mój oddech, 2005[14]
14. Antologia Cząstki języka, 2006[15]
15. Antologia Daj głos, dołącz do reszty, 2007[16]
16. Antologia Wiersz wyszedł z domu, 2008[17]
17. Antologia Zaimki świata – Nowa Ruda, 2009[18]
18. Antologia Skądkolwiek, gdziekolwiek, 22 maja 2010[19]
19. Antologia Luźne drwa, 10 maja 2014[20]
20. Antologia opisz to/ zostań po sobie, 9 lipca 2015[21]
21. Antologia do podawania na zimno, 9 lipca 2016[22]
22. Antologia rzeźbienie z ognia, 30 czerwca 2017[23]
23. Antologia najpiękniej najprościej, 29 czerwca 2018[24]
24. Antologia coś mi się rymuje z, 23 listopada 2019[25]
25. Antologia Pewnego dnia nazwiemy wszystko od nowa[26], 2020[27]
26. Antologia śpiewać piosenki na ulicy[28], 2021[29]
27. Antologia Ucieszyło mnie ich zmartwychwstanie, 19.11.2022[30]
28. Antologia z najważniejszych rzeczy,  6 maja 2023[31]